# Timo Shanko
Timo Shanko (eigentlich Timo Kielnecker, * 1968 in Los Angeles) ist ein US-amerikanischer Jazzmusiker (Kontrabass, E-Bass, Tenorsaxophon).

## Leben und Wirken
Shanko besuchte die Santa Monica High School (Abschluss 1986); mit elf Jahren begann er Bass zu lernen, spielte zunächst Rock-, Blues- und Soulmusik. Mit 14 Jahren trat er in verschiedenen Bands in seiner Heimatstadt auf. Nachdem er den Jazz entdeckt hatte, entschied er sich für ein Studium am Bostoner Berklee College of Music, das er Magna cum laude 1989 abschloss. Anfang der 1990er-Jahre zog er nach New York, tourte mit Eddie Kirkland als musikalischer Leiter der Band und spielte mit verschiedenen Bluesmusikern. Von 1993 bis 1995 leitete er die Band Prodigal Suns. Seit den 1990ern arbeitete er u. a. mit dem Dennis González Connecticut Quartet, dem Trio Fully Celebrated Orchestra um Jim Hobbs und der Formation G. Love & Special Sauce, ferner mit Jeff Platz, Joe Morris (Age of Everything, 2002) und der Formation Skull Session. Unter eigenem Namen legte er zunächst 2004 das Album Freedom Right Now (Skycap) vor, an dem Keala Kaumeheiwa, Taylor Ho Bynum und Luther Gray mitwirkten. Jenseits seines Trios tritt er auch mit Dub Apocalypse auf. Im Bereich des Jazz war er Tom Lord zufolge zwischen 1993 und 2018 an 19 Aufnahmesessions beteiligt.
Shanko unterrichtete an der Longy School of Music am Bard College. Er transkribierte Soli von Sonny Stitt, Wayne Shorter, Dizzy Gillespie und Miles Davis und legte diverse Veröffentlichungen mit Transkriptionen bei Hal Leonard Publishing vor.

## Diskographische Hinweise
- Jim Hobbs: Babadita (Silkheart Records, 1993, mit Django Carranza)
- Dennis Gonzalez: Songs of Early Autumn (NoBusiness Records, 2003)
- Skull Session: Rise Above (Skycap Records, 2003, mit Luther Gray, Scott Getchell und Joe Morris)
- The Charlatan and the Genius (Skycap, 2006, mit Keala Kaumeheiwa, Luther Gray)
- Waxing Philosophic/Eulogy for a Dying Planet (Young Cub, 2009)
- Jeff Platz, Jim Hobbs, Luther Gray, Timo Shanko: Sour Grapes (Glitch Records, 2015)